# Kijinga
Kijinga est une ville russe située dans le raïon de Kijinga en république de Bouriatie.
Sa population était de 6 373 habitants en 2010